# Сив луциан
Сивите луциани (Lutjanus griseus) са вид актиноптери от семейство Едри мексикански риби (Lutjanidae).
Те са незастрашен вид.
Таксонът е описан за пръв път от Карл Линей през 1758 година.